# Comuna de Wielgie
Wielgie (polaco: Gmina Wielgie) é uma gminy (comuna) na Polónia, na voivodia de Cujávia-Pomerânia e no condado de Lipnowski. A sede do condado é a cidade de Wielgie.
De acordo com os censos de 2004, a comuna tem 6544 habitantes, com uma densidade 48,9 hab/km².

## Área
Estende-se por uma área de 133,83 km², incluindo:
- área agricola: 73%
- área florestal: 16%

## Demografia
Dados de 30 de Junho 2004:
|                      | Total   | Total | Mulheres | Mulheres | Homens  | Homens |
| -------------------- | ------- | ----- | -------- | -------- | ------- | ------ |
|                      | pessoas | %     | pessoas  | %        | pessoas | %      |
| População            | 6544    | 100   | 3274     | 50       | 3270    | 50     |
| Densidade (pop./km²) | 48,9    | 100   | 24,5     | 24,5     | 24,4    | 24,4   |

De acordo com dados de 2002, o rendimento médio per capita ascendia a 1688,02 zł.

## Subdivisões
- Bętlewo, Czarne, Czerskie Rumunki, Nowa Wieś, Oleszno, Piaseczno, Płonczyn, Rumunki Tupadelskie, Suradówek, Suszewo, Teodorowo, Tupadły, Wielgie, Witkowo, Zaduszniki, Zakrzewo, Złowody.

## Comunas vizinhas
- Dobrzyń nad Wisłą, Fabianki, Lipno, Skępe, Tłuchowo